# Homer Is Where the Art Isn’t
«Homer Is Where the Art Isn’t» (с англ. — «Гомер — там, где нет искусства») — двенадцатая серия двадцать девятого сезона мультсериала «Симпсоны». Впервые вышла 18 марта 2018 года в США на телеканале «FOX».
Серия посвящена учёному Стивену Хокингу, который умер за 4 дня до выхода эпизода в возрасте 76 лет. Хокинг несколько раз играл самого себя в «Симпсонах».

## Сюжет
В аукционном доме Гевелби Гомер и мистер Бёрнс в борьбе за картину Жуана Миро «Поэтесса» проигрывают магнату Меган Мэтисон. Гомер, одержим картиной, пытается похитить её в конце аукциона, хоть и безуспешно. Однако, когда «Поэтессу» доставляют в дом Меган, новая владелица обнаруживает, что картину украли. Для решения этой загадки вызывают частного детектива Маначека.
Сначало Маначек подозревает саму Мэтисон, так как сумма, на которую она застраховала картину — 30 миллионов долларов — вдвое больше, чем сама стоимость покупки. Мэтисон отрицает обвинения и отправляет Маначека к Монтгомери Бёрнсу. Бёрнс признаётся, что действительно не мог пережить поражение на аукционе, но также отвергает обвинения и направляет Маначека к последнему подозреваемому — Гомеру, который был одержим заполучением картины.
На Спрингфилдской АЭС Гомер демонстрирует детективу, как сильно хочет картину, однако также отрицает её кражу. Вечером того же дня Мардж Симпсон приходит в квартиру Маначека, чтобы убедить его, что Гомер — невиновен. Однако тот говорит, что они будут разговаривать только за ужином. Поэтому Мардж приглашает его на семейный ужин Симпсонов.
После ужина Гомер паникует, когда Барт и Мардж рассказывают, как сильно Гомер увлёкся живописью, присматривая за детьми во время экскурсии в Спрингфилдский музей изобразительных искусств. Позже Лиза также рассказывает, что Гомер доверил ей свои чувства к «Поэтессе», сформировав у отца и дочери общий интерес. Они вместе поехали в музей, но обнаружили, что его закрыли из-за отсутствия средств, а картину передали в аукционный дом. Гомер решил принять участие в аукционе, чтобы спасти картину, однако не удержался и пытался её украсть.
После того как Маначеку всё рассказали, Гомер убегает из дома, но детектив находит его в музее — месте преступления. Он утверждает, что Гомер невиновен, так как слишком глуп, чтобы что-то украсть. Позже Маначек собирает всех подозреваемых в музее и объясняет, что Мэтисон и Бёрнс — похитители картины. Сначала Меган наняла близнецов охранников, чтобы имитировать кражу и получить страховую выплату. Однако Бёрнс опередил её, когда построил идентичный аукционный дом рядом с настоящим, и легко похитил «Поэтессу» из хранилища.
После ареста Мэтисон и Бёрнса и изъятия картины из дома Бёрнса, Маначек раскрывает, что истинный виновник — Лиза, поскольку картина является не чем иным, как её сумкой для подарков. Девочка объясняет, что она тайно заменила картину до того, как состоялся аукцион, чтобы ни один миллиардер не смог скрыть искусство там, где простые люди, как Гомер, не смогут любоваться им. Когда право собственности на «Поэтессу» возвращается городу, её передают мэру Квимби, который решает хранить её на новой Спрингфилдской футбольной арене, построенной на деньги от продажи бесценных произведений искусства. Туда Гомер и Лиза с удовольствием вместе идут рассматривать картину.
В сцене во время титров показаны кадры детективного сериала Маначека.

## Производство
Серия «Homer Is Where the Art Isn’t» стала последней для Кевина Куррана, который написал её сценарий незадолго до смерти в 2016 году. Курран хотел затронуть проблему муниципальных властей, пытающихся покрыть долги распродажей общественных активов. Другим источником вдохновения послужил сериал «Баначек», к которому писатель испытывал слабость.
В вырезанной сцене Сайдшоу Мел с толпой скандирует, чтобы доктором Кто была женщина. Из-за того, что 16 июля 2017 было обнародовано, что роль Тринадцатого Доктора сыграет Джоди Уиттакер сцена была изменена — толпа скандирует против чрезмерного количества рыбных ресторанов.
В другой вырезанной сцене Маначек собирался сказать польскую пословицу.

## Показ
Изначально серия должна была выйти 11 марта 2018 года, но позже на эту дату было запланировано выпустить «3 Scenes Plus a Tag from a Marriage» как 12-ю серию сезона, а «Homer Is Where the Art Isn’t» — 18 марта как 13-ю серию. В конечном итоге выпуск «3 Scenes Plus a Tag from a Marriage» был передвинут на 25 марта, а эпизод «Homer Is Where the Art Isn’t» вышел 18 марта в качестве 12-й серии сезона.
Во время премьеры серию просмотрели 2,10 млн человек, благодаря чему шоу вышло на второе место по популярности на канале Fox в тот вечер, набрав рейтинг Нильсена 0,8 в аудитории от 18 до 49 лет.

## Отзывы
Деннис Перкинс из The A.V. Club дал эпизоду оценку B, сказав, что «на этом этапе перед рекордом [как самый длинный сериал, выходящий в прайм-тайм] „Симпсоны“ имеют право — это даже поощряется, — менять свой формат как угодно. Здесь традиционный стиль линейного сюжета сериала преобразован, начиная от классической музыкальной темы…»
Журналист Akron Beacon Journal Рич Хелденфелс назвал серию «беспощадной пародией на „Баначека“».